# 피에르 카시라기
피에르 레니에 스테파노 카시라기(프랑스어: Pierre Rainier Stefano Casiraghi, 1987년 9월 5일 ~ )은 모나코 공녀 카롤린과 이탈리아의 기업가 스테파노 카시라기의 차남이다. 레니에 3세와 그레이스 켈리의 외손자이다.